# Bishopstown Stadium
Het Bishopstown Stadium is een multifunctioneel stadion in Bishopstown, een plaats in Ierland. 
Het stadion wordt vooral gebruikt voor voetbalwedstrijden. Het was in de jaren 90 de thuisbasis voor Cork City FC, die club verhuisde later naar een nieuw stadion, Turners Cross. De grond werd gekocht door McCarthy Developments. Dat bedrijf probeerde meerdere keren een bouwvergunning te krijgen voor (onder andere) studentenwoningen op die plek. De voetbalclub Cork City FC gebruikt dit stadion daarna weer, nu om in te trainen en voor oefenwedstrijden. Vanaf 2013 wordt het stadion ook gebruikt door het vrouwenelftal van Cork City FC.
In het stadion is plaats voor 3.000 toeschouwers. 